# Karl Grotmann
Karl Grotmann (* 17. September 1901 in Duisburg; † 21. Mai 1981 in Bad Neuenahr-Ahrweiler) war ein deutscher Politiker (CDU).
Grotmann war Kaufmann von Beruf. Am 29. August 1939 beantragte er die Aufnahme in die NSDAP und wurde zum 1. November desselben Jahres aufgenommen (Mitgliedsnummer 7.235.673). Er beteiligte sich nach dem Zweiten Weltkrieg an der Gründung der CDU im Landkreis Ahrweiler und war von 1950 bis 1959 und nochmals von 1967 bis 1969 deren Kreisvorsitzender. Im Amt Sinzig gehörte er der Amtsvertretung an und war auch Beigeordneter.
Von 1952 bis 1960 und von 1969 bis 1974 war er Kreisdeputierter im Landkreis Ahrweiler. Er gehörte von 1959 bis 1967 für die CDU dem Rheinland-Pfälzischen Landtag an, wo er Mitglied des Weinbau- und des Rechtsausschusses war. Der Landtag wählte ihn zum Mitglied der dritten Bundesversammlung, die 1959 Heinrich Lübke zum Bundespräsidenten wählte. 1967 wurde er mit dem Bundesverdienstkreuz 1. Klasse ausgezeichnet.